# Cidades participantes dos protestos de 15 de março de 2015 no Brasil
Essa é uma lista das cidades participantes dos Protestos contra o Governo Dilma Rousseff. Em 15 de março de 2015 houve protestos em todos os estados brasileiros, no Distrito Federal e em algumas cidades ao redor do mundo.

## Cidades participantes

### Maiores protestos
| Manifestantes em Brasília, no Catedral de Brasília. Manifestação na praia de Copacabana, no Rio de Janeiro. |                |                    |                     |                                                                     |
| Posição | Cidade         | Estado             | Manifestantes       | Protestos na Avenida Paulista. Pessoas na cidade do Rio de Janeiro. |
| 1 | São Paulo      | São Paulo          | 210 000 — 1 000 000 | Protestos na Avenida Paulista. Pessoas na cidade do Rio de Janeiro. |
| 2 | Vitória        | Espírito Santo     | 100 000 — 120 000   | Protestos na Avenida Paulista. Pessoas na cidade do Rio de Janeiro. |
| 3 | Porto Alegre   | Rio Grande do Sul  | 100 000 — 110 000   | Protestos na Avenida Paulista. Pessoas na cidade do Rio de Janeiro. |
| 4 | Curitiba       | Paraná             | 80 000 — 100 000    | Protestos na Avenida Paulista. Pessoas na cidade do Rio de Janeiro. |
| 5 | Goiânia        | Goiás              | 60 000 — 150 000    | Protestos na Avenida Paulista. Pessoas na cidade do Rio de Janeiro. |
| 6 | Caxias do Sul  | Rio Grande do Sul  | 60 000 — 100 000    | Protestos na Avenida Paulista. Pessoas na cidade do Rio de Janeiro. |
| 7 | Brasília       | Distrito Federal   | 45 000 — 80 000     | Protestos na Avenida Paulista. Pessoas na cidade do Rio de Janeiro. |
| 8 | Belém          | Pará               | 45 000 — 60 000     | Protestos na Avenida Paulista. Pessoas na cidade do Rio de Janeiro. |
| 9 | Campo Grande   | Mato Grosso do Sul | 32 000 — 100 000    | Protestos na Avenida Paulista. Pessoas na cidade do Rio de Janeiro. |
| 10 | Rio de Janeiro | Rio de Janeiro     | 15 000 — 100 000    |                                                                     |

### Brasil
| Estado                          | Cidades                   | Participantes |
| ------------------------------- | ------------------------- | ------------- |
| Acre (2 cidades)                | Rio Branco                | 5 mil         |
| Acre (2 cidades)                | Cruzeiro do Sul           | 50            |
| Alagoas (2 cidades)             | Maceió                    | 10 mil        |
| Alagoas (2 cidades)             | Arapiraca                 | 500           |
| Amapá                           | Macapá                    | 1,5 mil       |
| Amazonas                        | Manaus                    | 13 mil        |
| Bahia (12 cidades)              | Salvador                  | 11 mil        |
| Bahia (12 cidades)              | Itabuna                   | 5 mil         |
| Bahia (12 cidades)              | Camaçari                  | 3 mil         |
| Bahia (12 cidades)              | Feira de Santana          | 3 mil         |
| Bahia (12 cidades)              | Vitória da Conquista      | 2 mil         |
| Bahia (12 cidades)              | Teixeira de Freitas       | 1 mil         |
| Bahia (12 cidades)              | Juazeiro                  | 300           |
| Bahia (12 cidades)              | Ilhéus                    | 250           |
| Bahia (12 cidades)              | Eunápolis                 | 150           |
| Bahia (12 cidades)              | Barreiras                 | 100           |
| Bahia (12 cidades)              | Serrinha                  | 100           |
| Bahia (12 cidades)              | Jequié                    | 40            |
| Ceará                           | Fortaleza                 | 20 mil        |
| Distrito Federal                | Brasília                  | 50 mil        |
| Espírito Santo (5 cidades)      | Vitória                   | 100 mil       |
| Espírito Santo (5 cidades)      | Guarapari                 | 3 mil         |
| Espírito Santo (5 cidades)      | Linhares                  | 2 mil         |
| Espírito Santo (5 cidades)      | Itapemirim                | 500           |
| Espírito Santo (5 cidades)      | Colatina                  | 250           |
| Goiás (7 cidades)               | Goiânia                   | 60 mil        |
| Goiás (7 cidades)               | Anápolis                  | 1,5 mil       |
| Goiás (7 cidades)               | Rio Verde                 | 800           |
| Goiás (7 cidades)               | Itumbiara                 | 500           |
| Goiás (7 cidades)               | Jataí                     | 500           |
| Goiás (7 cidades)               | Mineiros                  | 100           |
| Goiás (7 cidades)               | Posse                     | 100           |
| Maranhão (3 cidades)            | São Luís                  | 3 mil         |
| Maranhão (3 cidades)            | Balsas                    | 500           |
| Maranhão (3 cidades)            | Imperatriz                | 200           |
| Mato Grosso (11 cidades)        | Cuiabá                    | 20 mil        |
| Mato Grosso (11 cidades)        | Tangará                   | 7 mil         |
| Mato Grosso (11 cidades)        | Sinop                     | 3 mil         |
| Mato Grosso (11 cidades)        | Barra do Garças           | 2 mil         |
| Mato Grosso (11 cidades)        | Lucas do Rio Verde        | 1,3 mil       |
| Mato Grosso (11 cidades)        | Rondonópolis              | 1 mil         |
| Mato Grosso (11 cidades)        | Nova Mutum                | 800           |
| Mato Grosso (11 cidades)        | Pontes e Lacerda          | 500           |
| Mato Grosso (11 cidades)        | Diamantino                | 450           |
| Mato Grosso (11 cidades)        | Cáceres                   | 300           |
| Mato Grosso (11 cidades)        | Sorriso                   | 60            |
| Mato Grosso do Sul (5 cidades)  | Campo Grande              | 32 mil        |
| Mato Grosso do Sul (5 cidades)  | Dourados                  | 6 mil         |
| Mato Grosso do Sul (5 cidades)  | Ponta Porã                | 500           |
| Mato Grosso do Sul (5 cidades)  | Três Lagoas               | 500           |
| Mato Grosso do Sul (5 cidades)  | Corumbá                   | 300           |
| Minas Gerais (20 cidades)       | Belo Horizonte            | 25 mil        |
| Minas Gerais (20 cidades)       | Uberaba                   | 15 mil        |
| Minas Gerais (20 cidades)       | Uberlândia                | 15 mil        |
| Minas Gerais (20 cidades)       | Juiz de Fora              | 10 mil        |
| Minas Gerais (20 cidades)       | Pouso Alegre              | 8 mil         |
| Minas Gerais (20 cidades)       | Timóteo                   | 1,8 mil       |
| Minas Gerais (20 cidades)       | Divinópolis Montes Claros | 1,5 mil       |
| Minas Gerais (20 cidades)       | Varginha                  | 1,5 mil       |
| Minas Gerais (20 cidades)       | Ipatinga                  | 1 mil         |
| Minas Gerais (20 cidades)       | Poços de Caldas           | 1 mil         |
| Minas Gerais (20 cidades)       | Boa Esperança             | 250           |
| Minas Gerais (20 cidades)       | Guaxupé                   | 200           |
| Minas Gerais (20 cidades)       | Lavras                    | 200           |
| Minas Gerais (20 cidades)       | São Lourenço              | 200           |
| Minas Gerais (20 cidades)       | Passos                    | 150           |
| Minas Gerais (20 cidades)       | Araguari                  | 130           |
| Minas Gerais (20 cidades)       | Coronel Fabriciano        | 80            |
| Minas Gerais (20 cidades)       | Elói Mendes               | 80            |
| Minas Gerais (20 cidades)       | Campanha                  | 40            |
| Pará (2 cidades)                | Belém                     | 45 mil        |
| Pará (2 cidades)                | Santarém                  | 1,3 mil       |
| Paraíba (2 cidades)             | João Pessoa               | 2,5 mil       |
| Paraíba (2 cidades)             | Campina Grande            | 2 mil         |
| Paraná (28 cidades)             | Curitiba                  | 80 mil        |
| Paraná (28 cidades)             | Londrina                  | 40 mil        |
| Paraná (28 cidades)             | Cascavel                  | 10 mil        |
| Paraná (28 cidades)             | Maringá                   | 7 mil         |
| Paraná (28 cidades)             | Foz do Iguaçu             | 6 mil         |
| Paraná (28 cidades)             | Francisco Beltrão         | 5,5 mil       |
| Paraná (28 cidades)             | Apucarana                 | 5 mil         |
| Paraná (28 cidades)             | Castro                    | 3,5 mil       |
| Paraná (28 cidades)             | Arapongas                 | 2 mil         |
| Paraná (28 cidades)             | Ponta Grossa              | 2 mil         |
| Paraná (28 cidades)             | Umuarama                  | 2 mil         |
| Paraná (28 cidades)             | Campo Mourão              | 1,5 mil       |
| Paraná (28 cidades)             | Paranavaí                 | 1,5 mil       |
| Paraná (28 cidades)             | Guarapuava                | 1,2 mil       |
| Paraná (28 cidades)             | Cianorte                  | 1 mil         |
| Paraná (28 cidades)             | Cornélio Procópio         | 1 mil         |
| Paraná (28 cidades)             | Paranaguá                 | 1 mil         |
| Paraná (28 cidades)             | Pato Branco               | 1 mil         |
| Paraná (28 cidades)             | São José dos Pinhais      | 1 mil         |
| Paraná (28 cidades)             | Pitanga                   | 800           |
| Paraná (28 cidades)             | Rolândia                  | 800           |
| Paraná (28 cidades)             | Dois Vizinhos             | 500           |
| Paraná (28 cidades)             | Ivaiporã                  | 500           |
| Paraná (28 cidades)             | Rio do Oeste              | 500           |
| Paraná (28 cidades)             | Toledo                    | 500           |
| Paraná (28 cidades)             | Assaí                     | 250           |
| Paraná (28 cidades)             | União da Vitória          | 150           |
| Paraná (28 cidades)             | Faxinal                   | 50            |
| Pernambuco (3 cidades)          | Recife                    | 15,1 mil      |
| Pernambuco (3 cidades)          | Petrolina                 | 2 mil         |
| Pernambuco (3 cidades)          | Caruaru                   | 20            |
| Piauí                           | Teresina                  | 4 mil         |
| Rio de Janeiro (17 cidades)     | Rio de Janeiro            | 100 mil       |
| Rio de Janeiro (17 cidades)     | Petrópolis                | 3 mil         |
| Rio de Janeiro (17 cidades)     | Volta Redonda             | 2,5 mil       |
| Rio de Janeiro (17 cidades)     | Resende                   | 2 mil         |
| Rio de Janeiro (17 cidades)     | Campos dos Goytacazes     | 700           |
| Rio de Janeiro (17 cidades)     | Barra Mansa               | 500           |
| Rio de Janeiro (17 cidades)     | Niterói                   | 500           |
| Rio de Janeiro (17 cidades)     | Nova Friburgo             | 200           |
| Rio de Janeiro (17 cidades)     | Três Rios                 | 200           |
| Rio de Janeiro (17 cidades)     | Barra do Piraí            | 150           |
| Rio de Janeiro (17 cidades)     | Macaé                     | 150           |
| Rio de Janeiro (17 cidades)     | Santo Antônio de Pádua    | 70            |
| Rio de Janeiro (17 cidades)     | Cabo Frio                 | 60            |
| Rio de Janeiro (17 cidades)     | Itaocara                  | 20            |
| Rio de Janeiro (17 cidades)     | São Pedro da Aldeia       | 50            |
| Rio de Janeiro (17 cidades)     | Itaperuna                 | 13            |
| Rio de Janeiro (17 cidades)     | Bom Jesus do Itabapoana   | 2             |
| Rio Grande do Norte (2 cidades) | Natal                     | 12 mil        |
| Rio Grande do Norte (2 cidades) | Mossoró                   | 1 mil         |
| Rio Grande do Sul (32 cidades)  | Porto Alegre              | 100 mil       |
| Rio Grande do Sul (32 cidades)  | Caxias do Sul             | 60 mil        |
| Rio Grande do Sul (32 cidades)  | Erechim                   | 12 mil        |
| Rio Grande do Sul (32 cidades)  | Novo Hamburgo             | 10 mil        |
| Rio Grande do Sul (32 cidades)  | Santa Maria               | 10 mil        |
| Rio Grande do Sul (32 cidades)  | Passo Fundo               | 5 mil         |
| Rio Grande do Sul (32 cidades)  | Bagé                      | 3 mil         |
| Rio Grande do Sul (32 cidades)  | Santa Cruz do Sul         | 3 mil         |
| Rio Grande do Sul (32 cidades)  | Venâncio Aires            | 3 mil         |
| Rio Grande do Sul (32 cidades)  | Bento Gonçalves           | 2,5 mil       |
| Rio Grande do Sul (32 cidades)  | Lajeado                   | 2 mil         |
| Rio Grande do Sul (32 cidades)  | Uruguaiana                | 2 mil         |
| Rio Grande do Sul (32 cidades)  | Pelotas                   | 1,5 mil       |
| Rio Grande do Sul (32 cidades)  | Ijuí                      | 1 mil         |
| Rio Grande do Sul (32 cidades)  | Cruz Alta                 | 800           |
| Rio Grande do Sul (32 cidades)  | Gramado                   | 800           |
| Rio Grande do Sul (32 cidades)  | Santa Rosa                | 500           |
| Rio Grande do Sul (32 cidades)  | Alegrete                  | 500           |
| Rio Grande do Sul (32 cidades)  | Campo Bom                 | 400           |
| Rio Grande do Sul (32 cidades)  | Canela                    | 2 mil         |
| Rio Grande do Sul (32 cidades)  | Montenegro                | 300           |
| Rio Grande do Sul (32 cidades)  | São Leopoldo              | 300           |
| Rio Grande do Sul (32 cidades)  | São Sebastião do Caí      | 300           |
| Rio Grande do Sul (32 cidades)  | Taquara                   | 300           |
| Rio Grande do Sul (32 cidades)  | Rio Grande                | 150           |
| Rio Grande do Sul (32 cidades)  | Bom Princípio             | 100           |
| Rio Grande do Sul (32 cidades)  | Canoas                    | 100           |
| Rio Grande do Sul (32 cidades)  | Igrejinha                 | 100           |
| Rio Grande do Sul (32 cidades)  | Parobé                    | 100           |
| Rio Grande do Sul (32 cidades)  | Esteio                    | 60            |
| Rio Grande do Sul (32 cidades)  | Dois Irmãos               | 20            |
| Rio Grande do Sul (32 cidades)  | Estância Velha            | n/d           |
| Rondônia (5 cidades)            | Porto Velho               | 15 mil        |
| Rondônia (5 cidades)            | Vilhena                   | 2 mil         |
| Rondônia (5 cidades)            | Cacoal                    | 1 mil         |
| Rondônia (5 cidades)            | Ariquemes                 | 1 mil         |
| Rondônia (5 cidades)            | Ji-Paraná                 | 150           |
| Roraima                         | Boa Vista                 | 2,5 mil       |
| Santa Catarina (45 cidades)     | Balneário Camboriú        | 40 mil        |
| Santa Catarina (45 cidades)     | Blumenau                  | 40 mil        |
| Santa Catarina (45 cidades)     | Florianópolis             | 30 mil        |
| Santa Catarina (45 cidades)     | Joinville                 | 30 mil        |
| Santa Catarina (45 cidades)     | Chapecó                   | 20 mil        |
| Santa Catarina (45 cidades)     | Jaraguá do Sul            | 17 mil        |
| Santa Catarina (45 cidades)     | Itajaí                    | 11 mil        |
| Santa Catarina (45 cidades)     | Criciúma                  | 8 mil         |
| Santa Catarina (45 cidades)     | Joaçaba                   | 5 mil         |
| Santa Catarina (45 cidades)     | Timbó                     | 4 mil         |
| Santa Catarina (45 cidades)     | Brusque                   | 3 mil         |
| Santa Catarina (45 cidades)     | Caçador                   | 3 mil         |
| Santa Catarina (45 cidades)     | Concórdia                 | 3 mil         |
| Santa Catarina (45 cidades)     | Videira                   | 3 mil         |
| Santa Catarina (45 cidades)     | Rio do Sul                | 2 mil         |
| Santa Catarina (45 cidades)     | São Bento do Sul          | 2 mil         |
| Santa Catarina (45 cidades)     | Gaspar                    | 1,5 mil       |
| Santa Catarina (45 cidades)     | Tubarão                   | 1,5 mil       |
| Santa Catarina (45 cidades)     | Fraiburgo                 | 1 mil         |
| Santa Catarina (45 cidades)     | Mafra                     | 1 mil         |
| Santa Catarina (45 cidades)     | Navegantes                | 1 mil         |
| Santa Catarina (45 cidades)     | Xanxerê                   | 1 mil         |
| Santa Catarina (45 cidades)     | Massaranduba              | 600           |
| Santa Catarina (45 cidades)     | Araranguá                 | 500           |
| Santa Catarina (45 cidades)     | Itapema                   | 500           |
| Santa Catarina (45 cidades)     | Laguna                    | 500           |
| Santa Catarina (45 cidades)     | Lontras                   | 500           |
| Santa Catarina (45 cidades)     | Xaxim                     | 500           |
| Santa Catarina (45 cidades)     | São Miguel do Oeste       | 400           |
| Santa Catarina (45 cidades)     | Taió                      | 400           |
| Santa Catarina (45 cidades)     | Rio Negrinho              | 300           |
| Santa Catarina (45 cidades)     | Braço do Norte            | 250           |
| Santa Catarina (45 cidades)     | Guaramirim                | 200           |
| Santa Catarina (45 cidades)     | São Lourenço do Oeste     | 200           |
| Santa Catarina (45 cidades)     | Imbituba                  | 150           |
| Santa Catarina (45 cidades)     | São Francisco do Sul      | 150           |
| Santa Catarina (45 cidades)     | Sombrio                   | 100           |
| Santa Catarina (45 cidades)     | Penha                     | 50            |
| Santa Catarina (45 cidades)     | Pinhalzinho               | 50            |
| Santa Catarina (45 cidades)     | Santa Cecília             | 50            |
| Santa Catarina (45 cidades)     | Garopaba                  | 40            |
| Santa Catarina (45 cidades)     | Palmitos                  | 40            |
| Santa Catarina (45 cidades)     | Apiúna                    | 30            |
| Santa Catarina (45 cidades)     | Canoinhas                 | 30            |
| Santa Catarina (45 cidades)     | Catanduvas                | 30            |
| São Paulo (76 cidades)          | São Paulo                 | 210 mil       |
| São Paulo (76 cidades)          | Ribeirão Preto            | 35 mil        |
| São Paulo (76 cidades)          | Campinas                  | 25 mil        |
| São Paulo (76 cidades)          | Bauru                     | 12 mil        |
| São Paulo (76 cidades)          | São José do Rio Preto     | 11 mil        |
| São Paulo (76 cidades)          | Jundiaí                   | 10 mil        |
| São Paulo (76 cidades)          | Santos                    | 10 mil        |
| São Paulo (76 cidades)          | São José dos Campos       | 10 mil        |
| São Paulo (76 cidades)          | Sorocaba                  | 10 mil        |
| São Paulo (76 cidades)          | Taubaté                   | 10 mil        |
| São Paulo (76 cidades)          | Piracicaba                | 8,5 mil       |
| São Paulo (76 cidades)          | Americana                 | 7 mil         |
| São Paulo (76 cidades)          | Araraquara                | 7 mil         |
| São Paulo (76 cidades)          | Araçatuba                 | 5 mil         |
| São Paulo (76 cidades)          | Guarulhos                 | 5 mil         |
| São Paulo (76 cidades)          | Limeira                   | 5 mil         |
| São Paulo (76 cidades)          | Presidente Prudente       | 5 mil         |
| São Paulo (76 cidades)          | Franca                    | 4,5 mil       |
| São Paulo (76 cidades)          | Rio Claro                 | 4 mil         |
| São Paulo (76 cidades)          | Indaiatuba                | 3 mil         |
| São Paulo (76 cidades)          | Jacarei                   | 3 mil         |
| São Paulo (76 cidades)          | Lins                      | 3 mil         |
| São Paulo (76 cidades)          | Marília                   | 3 mil         |
| São Paulo (76 cidades)          | Jaboticabal               | 2,6 mil       |
| São Paulo (76 cidades)          | Birigui                   | 2,5 mil       |
| São Paulo (76 cidades)          | Ourinhos                  | 2 mil         |
| São Paulo (76 cidades)          | Sertãozinho               | 2 mil         |
| São Paulo (76 cidades)          | Votuporanga               | 2 mil         |
| São Paulo (76 cidades)          | São Carlos                | 1,8 mil       |
| São Paulo (76 cidades)          | Assis                     | 1,5 mil       |
| São Paulo (76 cidades)          | Itapetininga              | 1,5 mil       |
| São Paulo (76 cidades)          | Jaú                       | 1,5 mil       |
| São Paulo (76 cidades)          | Mogi Guaçu                | 1,5 mil       |
| São Paulo (76 cidades)          | Tupã                      | 1,5 mil       |
| São Paulo (76 cidades)          | Vinhedo                   | 1,5 mil       |
| São Paulo (76 cidades)          | Avaré                     | 1,4 mil       |
| São Paulo (76 cidades)          | Catanduva                 | 1,2 mil       |
| São Paulo (76 cidades)          | Itu                       | 1,2 mil       |
| São Paulo (76 cidades)          | Botucatu                  | 1 mil         |
| São Paulo (76 cidades)          | Guaratinguetá             | 1 mil         |
| São Paulo (76 cidades)          | Itapeva                   | 1 mil         |
| São Paulo (76 cidades)          | Pindamonhangaba           | 1 mil         |
| São Paulo (76 cidades)          | São João da Boa Vista     | 1 mil         |
| São Paulo (76 cidades)          | Santa Fé do Sul           | 800           |
| São Paulo (76 cidades)          | Cruzeiro                  | 700           |
| São Paulo (76 cidades)          | Paulínia                  | 600           |
| São Paulo (76 cidades)          | Araçoiaba da Serra        | 500           |
| São Paulo (76 cidades)          | Barretos                  | 500           |
| São Paulo (76 cidades)          | Caçapava                  | 500           |
| São Paulo (76 cidades)          | Caraguatatuba             | 500           |
| São Paulo (76 cidades)          | Laranjal Paulista         | 500           |
| São Paulo (76 cidades)          | Orlândia                  | 500           |
| São Paulo (76 cidades)          | Penápolis                 | 500           |
| São Paulo (76 cidades)          | São Sebastião             | 500           |
| São Paulo (76 cidades)          | Tatuí                     | 500           |
| São Paulo (76 cidades)          | Araras                    | 400           |
| São Paulo (76 cidades)          | Batatais                  | 350           |
| São Paulo (76 cidades)          | Cerquilho                 | 320           |
| São Paulo (76 cidades)          | Itatiba                   | 300           |
| São Paulo (76 cidades)          | São Roque                 | 300           |
| São Paulo (76 cidades)          | Lorena                    | 250           |
| São Paulo (76 cidades)          | Santa Cruz do Rio Pardo   | 250           |
| São Paulo (76 cidades)          | Mogi Mirim                | 200           |
| São Paulo (76 cidades)          | Ubatuba                   | 200           |
| São Paulo (76 cidades)          | Boituva                   | 100           |
| São Paulo (76 cidades)          | Campos do Jordão          | 100           |
| São Paulo (76 cidades)          | Holambra                  | 100           |
| São Paulo (76 cidades)          | Ilhabela                  | 100           |
| São Paulo (76 cidades)          | Porto Ferreira            | 100           |
| São Paulo (76 cidades)          | Valinhos                  | 100           |
| São Paulo (76 cidades)          | Bertioga                  | 70            |
| São Paulo (76 cidades)          | Cubatão                   | 50            |
| São Paulo (76 cidades)          | Praia Grande              | 50            |
| São Paulo (76 cidades)          | Tietê                     | 50            |
| São Paulo (76 cidades)          | Guarujá                   | 40            |
| São Paulo (76 cidades)          | Pompeia                   | 40            |
| Sergipe                         | Aracaju                   | 900           |
| Tocantins (3 cidades)           | Palmas                    | 10 mil        |
| Tocantins (3 cidades)           | Araguaína                 | 500           |
| Tocantins (3 cidades)           | Gurupi                    | 400           |